# Медеа
Медеа (італ. Medea) — муніципалітет в Італії, у регіоні Фріулі-Венеція-Джулія,  провінція Гориція.
Медеа розташована на відстані близько 460 км на північ від Рима, 45 км на північний захід від Трієста, 16 км на захід від Гориції.
Населення — 967 осіб (2014).
Покровитель — ufficialmente è S. Maria Assunta.

## Демографія
Населення за роками:

Станом на 1 січня 2023 року в муніципалітеті офіційно проживало 40 іноземців з 14 країн, серед них 12 громадян країн Євросоюзу.

## Сусідні муніципалітети
- Кьоприс-Вісконе
- Кормонс
- Маріано-дель-Фрьюлі
- Романс-д'Ізонцо
- Сан-Віто-аль-Торре